# Chalcionellus aemulus
Chalcionellus aemulus är en skalbaggsart som först beskrevs av Johann Karl Wilhelm Illiger 1807.  Chalcionellus aemulus ingår i släktet Chalcionellus och familjen stumpbaggar. Inga underarter finns listade i Catalogue of Life.